# 331

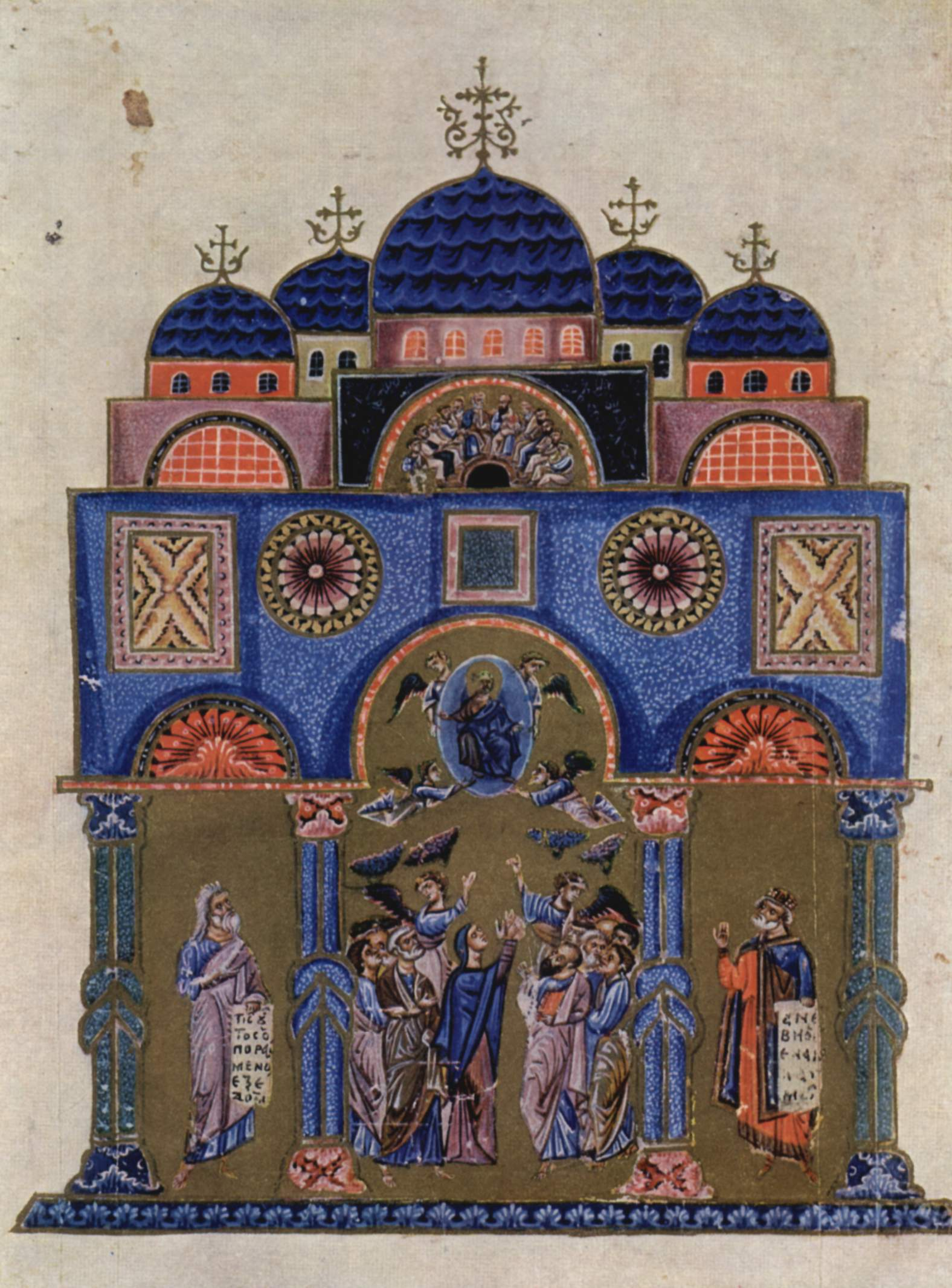
Uma imagem da Igreja dos Santos Apóstolos (1162)

331 (CCCXXXI, na numeração romana) foi um ano comum do século IV do Calendário Juliano, da Era de Cristo, e a sua letra dominical foi C (52 semanas), teve início a uma sexta-feira e terminou também a uma sexta-feira.
| Ano completo                       |
| ---------------------------------- |
| Ano comum com início à sexta-feira |

## Eventos

### Por lugar

#### Império Romano
- O imperador Constantino, o Grande, promove vigorosamente o cristianismo, confiscando a propriedade e objetos de valor de uma série de templos pagãos em todo o Império Romano.
- Constantino I dedica a Igreja dos Santos Apóstolos em Constantinopla.
- Constantino I promulga uma lei contra o divórcio.

### Por tópico

#### Artes e ciências
- Eusébio de Cesareia escreve o Onomasticon.

#### Religião
- Gregório, o Iluminador, se retira para um pequeno santuário no distrito de Daranália, Alta Armênia.

## Nascimentos
- Joviano, Imperador romano (m. 364).
- Juliano, Imperador romano (m. 363).

## Mortes
- Gregório, o Iluminador, santo padroeiro e primeiro chefe oficial da Igreja Apostólica Armênia.